# Pita d'Ussher
La pita d'Ussher  (Erythropitta ussheri) és una espècie d'ocell de la família dels pítids (Pittidae) que habita els boscos del nord de Borneo.